# Стара варош (Подгорица)
Стара варош је дио града Подгорице, на лијевој обали ријеке Рибнице, а овај назив се усталио послије подизања новог дијела града (званог Миркова варош, а данас Нова варош) осамдесетих година 19. вијека (на десној обали Рибнице). Стара варош је била језгро старе Подгорице у периоду османлијске власти (1474—1879) у урбаним и архитектонским формама града, обичајима, начину живота и оријенталним карактеристикама. У Старој вароши се налазила и турска тврђава Депедоген  (у народу звана Рибница) 
подизана од 1474. након освајања средњовјековног трга Подгорица од стране Османлија (Мехмед Други Освајач) као и сахат-кула (претпоставља се да је у другој половини 17. вијека саградио Хаџи Хафиз-паша Османагић, са сатом нарученим из Италије). Зграда вакуфа дограђена уз сахат-кулу, порушена је средином 20 вијека.
Овде се налази манастир Лавра Светог Симеона Мироточивог.